# Nobuo Kawaguchi
Nobuo Kawaguchi (jap. 川口 信男, Kawaguchi Nobuo; * 10. April 1975 in der Präfektur Niigata) ist ein ehemaliger japanischer Fußballspieler.

## Karriere
Kawaguchi erlernte das Fußballspielen in der Schulmannschaft der Niigata Technical High School und der Universitätsmannschaft der Juntendo-Universität. Seinen ersten Vertrag unterschrieb er 1998 bei den Júbilo Iwata. Der Verein spielte in der höchsten Liga des Landes, der J1 League. 1998 gewann er mit dem Verein den J.League Cup. Mit dem Verein wurde er 1999 und 2002 japanischer Meister. 2003 gewann er mit dem Verein den Kaiserpokal. Für den Verein absolvierte er 139 Erstligaspiele. 2006 wechselte er zum Ligakonkurrenten FC Tokyo. Für den Verein absolvierte er 45 Erstligaspiele. Ende 2008 beendete er seine Karriere als Fußballspieler.

## Erfolge
Júbilo Iwata
- J1 League

Meister: 1999, 2002
Vizemeister: 1998, 2001, 2003
- J.League Cup

Sieger: 1998
Finalist: 2001
- Kaiserpokal

Sieger: 2003
Finalist: 2004